# 肩をすくめる

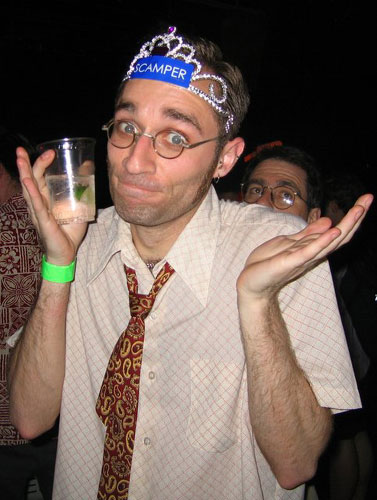
肩をすくめる(shrug)男性。主に欧米におけるジェスチャー。

肩をすくめるとは、ジェスチャーの一つ。両肩を上げて身を縮こめる動きのこと。
日本語の"肩をすくめる"には複数の意味がある。1つは「肩をすぼめる」とほぼ同義で、恥ずかしい思いをしたときなどに両肩が上がり、身を縮めた様子を表す。
欧米圏における"肩をすくめる"は英単語の"shrug"、ドイツ語の単語の"Achselzucken"、フランス語の"Hausser les épaules"、イタリア語の"scrollare le spalle"、スペイン語の"encogerse de hombros"、ポルトガル語の"encolher os ombros"、ロシア語の"пожимать плечами"に相当する。
両肩を上下させ、場合により両方の手のひらを上に向けることにより、どうしようもない・わからない・確信がない・無関心といった感情を表す。英語では問いかけに対して無関心を表す場合「Meh」が使われる。

## 絵文字
肩をすくめるジェスチャーはUnicodeの絵文字に含まれている。（U+1F937 🤷）また、欧米圏では『¯\_(ツ)_/¯』と表されることもあり、この際には顔部分に日本語のカタカナの『ツ』が使われる。